# Ci rimani male/Chimica Brother
Ci rimani male/Chimica Brother è un singolo del gruppo musicale italiano Rapstar, il primo estratto dal primo album in studio Non è gratis e pubblicato il 6 gennaio 2012.

## Tracce
1. Ci rimani male – 4:44 (testo: Fabrizio Tarducci, Clemente Maccaro – musica: Luca Porzio)
2. Chimica Brother – 4:06 (testo: Fabrizio Tarducci, Clemente Maccaro – musica: Gianluca Cranco, Dario Aiello, Ignazio Aronica)